# Eter (album)
Eter – trzeci album studyjny warszawskiej grupy hip-hopowej Hemp Gru. Wydawnictwo ukazało się 9 listopada 2018 roku nakładem wytwórni muzycznej Hemp Rec..
Nagrania uzyskały status złotej płyty.

## Lista utworów
1. Intro
2. Eter (Gościnnie: Chonabibe)
3. Waluta (Gościnnie: Kaczy Proceder, Włodi; Scratche: DJ Cent)
4. Klepsydra (Bębny: Dj Ok, Jr Stress)
5. Życie Warszawy 2 (Gościnnie: Kaczy, Małach, Onar, Parzel, Pezet, Proceente, Rufuz, Siwers, Sokół; Scratche: DJ B)
6. Skit “Young Pipa"
7. Fake MC (Chór: Mateusz Gudelis; Scratche: Dj Cent)
8. Bomba (Chór: Mateusz Gudelis)
9. Wizja Przyszłości (Chór: Mateusz Gudelis)
10. HH2k18 (Gościnnie: Ero)
11. Zmiana (Wokalizy: Monika Kliś)
12. Wódka (Scratche: DJ Cent)
13. Zaprogramowani (Gościnnie: Marlena Patynko)
14. Kto? (Gościnnie: Angie, Baks)
15. Gangster (Chór: Mateusz Gudelis; Wokalizy: Monika Kliś; Gitara: Piotr “Diabelsky Bass” Olszewski; Scratche: Dj Cent)
16. Człowiek nie robot (Gościnnie: Junior Stress)
17. Rajski Ogród (Gościnnie: PRO8L3M; Produkcja: DJ Steez)
18. Mały Wielki Człowiek (Gościnnie: O.S.T.R., Patrycja Markowska; Gitara: Waco)
19. Płonąca Twierdza (Bass/Drums: Waco)
20. Ma-Tematyka (Gościnnie: Junior Stress, Dudek P56, Kafar; Scratche: DJ Cent)
21. Outro - Love (Wokalizy: Monika Kliś; Bass/Gitara: Piotr “Diabelsky Bass” Olszewski)

## Listy sprzedaży
| Lista | Kraj   | Pozycja |
| ----- | ------ | ------- |
| OLiS  | Polska | 3       |